# قفص البطاطس
قفص البطاطس (بالإنجليزية: CagePotato)‏ كان موقعًا إخباريًا/ترفيهيًا يركز على رياضة الفنون القتالية المختلطة. كان الموقع مملوكًا لشركة ديفي ميديا [الإنجليزية].